# 병곡면 (함양군)
병곡면(甁谷面)은 대한민국 경상남도 함양군의 면이다. 넓이는 48.36km2이고, 인구는 2008년 기준으로 1,557명이다.

## 개요
병곡면은 함양읍에서 면 소재지까지 5 km, 대전 광주 대구 1시간, 부산 2시간, 서울 3시간 거리에 있으며, 전국을 일일생활권 내에 두고 있는 교통의 요지이다.
특히 해발 1,252m의 대봉산 (구 괘관산) 자락에는 생태숲과 자연휴양림, 그리고 산림경영모델숲이 잘 가꾸어져 있어 웰빙시대에 맞는 쉼터와 체험의 장으로 전국에서부터 많은 분들이 찾아오고 있으며, 봄이면 대봉철쭉을 볼 수 있는 아름다운 곳이다. 백두대간에 걸쳐 있는 백운산에서 발원한 위천수가 흐르고 있는 병곡면은 게르마늄 토양과 높은 일교차로 당도와 저장성에서 우수한 배와 밤이 생산되고, 산 약초 주산지로서 함양군 산지를 대표하는 웰빙특산품이다.

## 법정리
- 광평리(光坪里)
- 도천리(道川里)
- 송평리(松坪里): 병곡면 행정복지센터 소재지
- 옥계리(玉溪里)
- 연덕리(延德里)
- 원산리(元山里)
- 월암리(月巖里)

## 교육
- 병곡초등학교
  - 광월분교 (폐교) : 병곡면 마평아랫길 2 (광평리)